# Susann Kuhfittig
Susann Kuhfittig (ur. 1 września 1965 w Zella-Mehlis) – niemiecka biegaczka narciarska, zawodniczka klubu SC Motor Zella-Mehlis.

## Kariera
W Pucharze Świata zadebiutowała 14 lutego 1985 roku w Klingenthal, zajmując 20. miejsce w biegu na 10 km. Tym samym już w swoim debiucie zdobyła pierwsze pucharowe punkty. Na podium zawodów tego cyklu jedyny raz stanęła 10 grudnia 1986 roku w Ramsau, kończąc bieg na 10 km techniką klasyczną na trzeciej pozycji. W zawodach tych wyprzedziły ją jedynie Norweżka Marianne Dahlmo i Natalja Furłatowa z ZSRR. Najlepsze rezultaty osiągnęła w sezonie 1987/1988, kiedy zajęła 17. miejsce w klasyfikacji generalnej.
W 1988 roku wystąpiła na igrzyskach olimpijskich w Calgary, zajmując 23. miejsce w biegu na 10 km, 37. miejsce w biegu na 5 km oraz 38. miejsce na dystansie 20 km stylem dowolnym. Na rozgrywanych rok wcześniej mistrzostwach świata w Oberstdorfie była czwarta w sztafecie. Brała też udział w mistrzostwach świata w Lahti w 1989 roku, gdzie była między innymi trzynasta w biegu na 15 km techniką klasyczną oraz w sztafecie.

## Osiągnięcia

### Igrzyska olimpijskie
| Miejsce | Dzień     | Rok  | Miejscowość | Konkurencja             | Czas biegu | Strata  | Zwyciężczyni     |
| ------- | --------- | ---- | ----------- | ----------------------- | ---------- | ------- | ---------------- |
| 23.     | 14 lutego | 1988 | Calgary     | 10 km stylem klasycznym | 30:08,3    | +1:53,2 | Vida Vencienė    |
| 37.     | 17 lutego | 1988 | Calgary     | 5 km stylem klasycznym  | 15:04,0    | +1:37,9 | Marjo Matikainen |
| 38.     | 25 lutego | 1988 | Calgary     | 20 km stylem dowolnym   | 55:33,6    | +7:12,2 | Tamara Tichonowa |

### Mistrzostwa świata
| Miejsce | Dzień     | Rok  | Miejscowość | Konkurencja             | Czas biegu | Strata   | Zwyciężczyni     |
| ------- | --------- | ---- | ----------- | ----------------------- | ---------- | -------- | ---------------- |
| 4.      | 18 lutego | 1987 | Oberstdorf  | Sztafeta 4 × 5 km       | 58:08,8    | +1:37,7  | ZSRR             |
| 19.     | 17 lutego | 1989 | Lahti       | 10 km stylem klasycznym | 29:19,0    | +2:06,6  | Łarisa Łazutina  |
| 13.     | 21 lutego | 1989 | Lahti       | 15 km stylem klasycznym | 47:46,6    | +2:39,6  | Marjo Matikainen |
| 13.     | 23 lutego | 1989 | Lahti       | Sztafeta 4 × 5 km       | 54:49,8    | +5:00,3  | Finlandia        |
| 40.     | 25 lutego | 1989 | Lahti       | 30 km stylem dowolnym   | 1:29:59,7  | +12:16,1 | Jelena Välbe     |

### Puchar Świata

#### Miejsca w klasyfikacji generalnej
- sezon 1984/1985: 51.
- sezon 1985/1986: 48.
- sezon 1986/1987: 18.
- sezon 1987/1988: 17.
- sezon 1988/1989: 29.

#### Miejsca na podium
| Nr | Dzień      | Rok  | Miejscowość | Konkurencja           | Czas biegu | Strata | Miejsce | Zwycięzca       |
| -- | ---------- | ---- | ----------- | --------------------- | ---------- | ------ | ------- | --------------- |
| 1. | 10 grudnia | 1986 | Ramsau      | 10 km stylem dowolnym | ?          | ?      | 3       | Marianne Dahlmo |